# Eoneureclipsis quangi
Eoneureclipsis quangi är en nattsländeart som beskrevs av Malicky 1995. Eoneureclipsis quangi ingår i släktet Eoneureclipsis och familjen fångstnätnattsländor. Inga underarter finns listade i Catalogue of Life.